# Heltah Skeltah
Heltah Skeltah - duet tworzący muzykę hip-hop, w którego skład wchodzą Rock (Jahmal Bush) oraz Sean Price, znany również jako Ruck. Wraz z Buckshotem, Smif-n-Wessun oraz O.G.C. tworzą nowojorską supergrupę Boot Camp Clik. 

## Życiorys
Heltah Skeltah zadebiutowali oficjalnie na płycie Smif-n-Wessun pt. Dah Shinin' z roku 1995, gdzie pojawili się w takich nagraniach jak „Wontime”, „Cession at da Doghillee” oraz „Let's Git It On”. W tym samym roku wraz ze składem O.G.C. utworzyli efemeryczną grupę The Fab 5, która wydała tylko jeden, ale dobrze przyjęty w środowisku hip-hopowym singiel „Leflaur Leflah Eshkoshka”. Rok później grupa wydała swój debiutancki album „Nocturnal”, który został sprzedany w 250,000 egzemplarzy i odniósł sukces w środowisku undergroundowym hip-hopu, ze względu na mroczne podkłady oraz silne i bezkompromisowe teksty. W roku 1997 Rock i Ruck brali udział w nagraniu płyty „For The People” Boot Camp Clik, a w roku 1998 ukazał się ich drugi album „Magnum Force”, promowany przez singiel „I Ain't Havin' That”. Płyta nie odniosła sukcesu porównywalnego do „Nocturnal”. W roku 2000 na skutek problemów z wytwórnią Duck Down Records, grupa zawiesiła swoją aktywność do roku 2005, kiedy to Rock wystąpił na płycie Seana Price’a „Monkey Barz” oraz na płycie Smif-n-Wessun: Reloaded. Ostatni jak na razie album w dyskografii grupy to „D.I.R.T.” (Da Incredible Rap Team), z roku 2008, promowany przez single „Everything Is Heltah Skeltah” oraz „Ruck N Roll”. 

## Dyskografia
| Rok  | Album        | Pozycja na liście Billboard | Pozycja na liście Billboard | Pozycja na liście Billboard |
| Rok  | Album        | US                          | R&B/Hip-Hop                 |                             |
| ---- | ------------ | --------------------------- | --------------------------- | --------------------------- |
| 1996 | Nocturnal    | 35                          | 5                           |                             |
| 1998 | Magnum Force | 34                          | 8                           |                             |
| 2008 | D.I.R.T.     | 122                         | 35                          |                             |

### Single
- 1996: Leflaur Leflah Eshkoshka (gościnnie O.G.C.) / Letha Brainz Blo
- 1996: Operation Lock Down / Da Wiggy
- 1996: Therapy (gościnnie Vinia Mojica) / Place to Be
- 1998: I Ain't Havin That (gościnnie Starang Wondah) / Worldwide (Rock the World)
- 1998: Brownsville II Long Beach (gościnnie Tha Dogg Pound) / Gunz 'N Onez (Iz U Wit Me) (featuring Method Man)
- 2008: Everything Is Helthah Skeltah (gościnnie The Loudmouf Choir)
- 2008: Ruck n Roll